# Péntek Imre
Péntek Imre (eredeti neve: Molnár Imre) (Lenti, 1942. február 27. ) magyar költő, kritikus, újságíró. 

## Életpályája
Szülei: Molnár István és Bálint Ilona. 1961-1966 között az ELTE BTK magyar-filozófia szakos hallgatója volt. 1966-1969 között tanított. Ekkor csatlakozott a Kilencek társaságához. 1969-ben szerepelt az Elérhetetlen föld című antológiában. 1969-1973 között a miskolci Napjaink munkatársa. 1974-1975 között Veszprémben népművelő. 1975-1977 között a veszprémi Napló újságírója. 1978-1979 között a Fejér Megyei Hírlap munkatársa, 1985-1995 között főmunkatársa. 1979-1983 között a szombathelyi Életünk publicistája volt. 1983-1985 között a keszthelyi Balaton Múzeumban dolgozott. 1990-től az Árgus című folyóirat felelős szerkesztője. A Pannon Tükör című kulturális folyóiratnak 2003-tól 2016-ig főszerkesztője.  2017 januárjától a Dunai Limes című kulturális folyóirat főmunkatársa. Az utóbbi években képzőművészettel is foglalkozik, tárlatszemléi megjelentek: Új Művészet, Magyar Iparművészet, Hitel, Kortárs, Életünk, Vár, Vár Ucca Műhely, Jelenkor, Pannon Tükör, Búvópatak, Agria. 
Tizenhét év óta szerzője Az év versei című antológiának (Magyar Napló Kiadó). 
A századelő költészete című antológiában két verssel szerepel. 
2012-től a balatonfüredi Salvatore Quasimodo Nemzetközi Költőverseny zsűritagja. 
2015 óta a Magyar Művészeti Akadémia köztestületi tagja. 
2003 óta Zalaegerszegen él. 
Kezdetben József Attila groteszk-filozofikus versei hatnak rá, a későbbiekben az avantgárd stílus is megérintette. Szabad és rímes verseket egyaránt ír, a mesés-szürreális motívumok jellemzik újabb szövegeit. Verseken kívül tanulmányokat, kritikákat publikál. 

## Művei
- Éjféli pályaudvar (versek, 1974)
- Édesség anti-reklám (versek, 1979)
- Lemondóka (versek, 1984)
- Holt verseny (válogatott és új versek, 1992)
- Kényszer & képzetek. Válogatott versek (1995)
- Vi(g)aszkereskedés. Válogatott és még újabb versek; Vörösmarty Társaság, Székesfehérvár, 2002
- Félrebeszéd; Pannon Írók Társasága, Zalaegerszeg, 2009 (Pannon tükör könyvek)
- "Dalba fog az ember...". Utassy József költő élete versekben-képekben; szerk. Péntek Imre, vál. Utassyné Horváth Erzsébet; Pannon Írók Társasága, Zalaegerszeg, 2011 (Pannon tükör könyvek)
- Hajtűkanyar. Versek, 2002-2012; Magyar Napló, Bp. , 2012
- Utassy József emlékkönyv; szerk. Péntek Imre, Horváth Erzsébet; Magyar Napló–Pannon Írók Társasága, Bp. –Zalaegerszeg, 2013 (Pannon tükör könyvek)
- Az asztal megterül. Válogatás a 20 éves Pannon Tükör közleményeiből, 2015; összeáll, szerk. Péntek Imre; Pannon Írók Társasága, Zalaegerszeg, 2015
- Emlékpróba; Magyar Napló, Bp. , 2015
- Vizuális kalandozások. Tárlatszemlék, portrék, elméleti írások; Művészetek Háza, Veszprém, 2017 (Vár Ucca Műhely Könyvek)
- A szavak vándorköszörűse. A 75 éves Péntek Imre köszöntése. szerk. Zsille Gábor. Orpheusz Kiadó. 2017
- Németh János keramikusművész. Monográfia (Szerzők: Péntek Imre és Feledy Balázs) MMA Kiadó, 2019
- Noé bárkája – Péntek Imre versei Németh János kerámiáira, Kelemen Gyula megzenésítésében. (CD melléklettel) Magyar Napló Kiadó, Bp. , 2019
- Megviselt papírmúzeum; Művészetek Háza, Veszprém, 2020 (Vár ucca műhely könyvek)
- Csipetnyi ég; Magyar Napló, Bp., 2020  (Az év legjobb könyve - Magyar Művészeti Akadémia irodalmi tagozat díja)
- Lírai kaleidoszkóp, Tanulmányok, esszék, kritikák 2021 (Széphalom Könyvműhely - Bp.) Magyar Művészeti Akadémia irodalmi tagozat nívó díja
- Elpergő évek 2022 (Vár Ucca Könyvműhely - Veszprém)

### Fontosabb szerkesztései az Árgus Kiadónál
- Léka Géza-Pálinkás István: mécsek (versek) 1989
- Pálinkás István: Követ hoztam (versek) 1991
- Léka Géza: Amíg a szó megtalál (versek) 1991
- Hell István: Élve fogó csapda (versek) 1992
- Kálnay Adél: Szindbád ismét elindul (novellák) (A Széphalom Könyvműhellyel közös kiadás) 1995
- Németh J. Attila: szabadgyalog (versek) 1995
- Kemény Dezső: Ne nézz hátra! 1995
- L. Simon László: (visszavonhatatlanul...) (versek) 1996
- Schwalm László képzőművészeti album 1996
- Áron Nagy Lajos képzőművészeti album 1997
- Sobor Antal: Esztendők (naplójegyzetek 1991-1995) A Vörösmarty Társasággal közös kiadás. 1997
- Szopori Nagy Lajos: Kánon az erdőn. Válogatás az utolsó negyedszázad finn lírájából. A Vörösmarty Társasággal közös kiadás. 1999
- Szegedi Kovács György: Kis tüzek (versek) A Vörösmarty Társasággal közös kiadás. 1999
- Helyszínlelés (Antológia harminc Fejér megyében élő költő, író műveiből) A Vörösmarty Társasággal közös kiadás. 1999
- Vasy Géza: A nemzet rebellise. Írások Csoóri Sándorról. A Vörösmarty Társasággal közös kiadás. 2000
- László Zsolt: Vándorfüzés (versek) A Vörösmarty Társasággal közös kiadás. 2000
- Major-Zala Lajos: Hogy hívnak Ember? (új versek) közös kiadás a zürichi SMIKK-kel. 2000
- Bory Jenő képzőművészeti album. 2001
- Sobor Antal: Esztendők (Naplójegyzetek 1996-2000) 2002
- Rajnai László: Kodolányi János (esszé) 2002
- Makkai Ádám: Úristen! Engedj meghalni! – Petőfi Sándor pokoljárása és megidvezülése. (Közös kiadás a C. E. T. Belvárosi Kiadóval) 2003
- Kabdebó Tamás: A hallottakról jót vagy semmi (12 irodalmi esszé) 2003
- Sobor Antal: Papírrepülő (válogatott novellák) 2003
- György Oszkár összegyűjtött versei I. kötet 2003

### További szerkesztések
- Németh János képzőművészeti album. Vitrin Művészeti Kiadó. 2010
- Szatmári Gizella. Fény és árnyék. Zala György pályája és művészete. Vitrin Művészeti Kiadó. 2014
- Németh János kiállítási katalógus. Vitrin Művészeti Kiadó. 2016
- Kabdebó Tamás: Ír szerelem. Novellák, történetek. Magyar Napló Kiadó, 2018

### FILM
- Csontos János-Szabó Mihály: Írókorzó – Péntek Imre, NKA. 2017

### KÖNYV
- Elérhetetlen föld, Írószövetség, Budapest, 1969
- Elérhetetlen föld II., Magvető Kiadó, Budapest, 1982
- Vasy Géza: A Kilencek; Az Elérhetetlen föld alkotói, Felsőmagyarország Kiadó, Miskolc, 2002
- Csontos János: Írókorzó, NKA 2017
- Bakonyi István: Péntek Imre költői útja. Élő irodalom sorozat. Coldwell Kiadó 2018
- Elérhetetlen föld (hasonmás kiadás az Elérhetetlen föld kiadásának 50. évfordulójára) Széphalom Könyvműhely, 2019
- Vasy Géza: Fölrepültek rajban; Magyar Napló, 2021

### CD
- Személyeskedés. Péntek Imre versei az Énekmondó Együttes megzenésítésében és előadásában. Kele-Mind Bt. 2012

## Díjai, kitüntetései
- Móricz Zsigmond-ösztöndíj (1974)
- Radnóti-díj (1975)
- József Attila-díj (1994)
- A Magyar Köztársasági Érdemrend tisztikeresztje (Polgári Tagozat) (1995)
- Székesfehérvárért díj (1998)
- Penna Regia (2001)
- A Magyar Köztársasági Érdemrend középkeresztje (2007)
- Bertha Bulcsu-emlékdíj (2009)[2]
- Bethlen Gábor-díj (2009)
- Pro urbe Zalaegerszeg (2011)[3]
- Az Év Legjobb Könyve, Csipetnyi ég c. kötet – Magyar Művészeti Akadémia (2020)
- Könyv Nívódíj, Lírai kaleidoszkóp c. kötet - Magyar Művészeti Akadémia (2021)
- Magyarország Babérkoszorúja díj (2022)